# Marco Foschi
Marco Foschi (Roma, 1º aprile 1977) è un attore e doppiatore italiano.

## Biografia
Diplomatosi all'Accademia nazionale d'arte drammatica, è figlio dell'attore e doppiatore Massimo Foschi. Ha esordito nel cinema con il film Tartarughe dal becco d'ascia (1999); dopo alcuni anni passati a lavorare in teatro, torna al cinema nel 2003 con Fame chimica e Le intermittenze del cuore.
Nel 2003 ha vinto il premio Ubu come nuovo attore per la sua interpretazione di Pilade nell'omonima opera teatrale di Pasolini. Nel 2004 ha vinto il premio come miglior attore al festival Annecy cinéma italien per l'interpretazione in Fame chimica. Sempre nello stesso anno ha recitato, al fianco di Giovanna Mezzogiorno, nella miniserie TV Virginia, la monaca di Monza.
Nel 2007 ha preso parte alla commedia Come tu mi vuoi ed è stato protagonista, al fianco di Kasia Smutniak, nel film di Peter Del Monte Nelle tue mani.
Dopo la lavorazione del film Riprendimi (2008), ha lavorato al fianco di Giorgio Albertazzi e Annibale Pavone in una trasposizione teatrale di Moby Dick, portata in scena anche al Teatro Argentina di Roma e al Teatro dell'Odéon di Parigi. La regia era di Antonio Latella, con il quale Foschi da molti anni è legato in un sodalizio artistico. 
Ha lavorato anche nel campo del doppiaggio, prestando la voce a 50 Cent nel film Get Rich or Die Tryin', a Heath Ledger nel film Parnassus - L'uomo che voleva ingannare il diavolo, nel film di fantascienza Kyashan - La rinascita e negli ultimi due film della trilogia de Lo Hobbit, prestando la voce a Lee Pace, nel ruolo di Thranduil. Nel 2012 è coprotagonista della serie TV L'isola, regia di Alberto Negrin. Nel 2015 ha doppiato Tom Hardy in Mad Max: Fury Road.
Dopo aver partecipato a film, in particolare a produzioni indipendenti e ad alcune serie televisive, la sua attività si è prevalentemente concentrata in ambito teatrale, prendendo parte a numerosi progetti teatrali al Piccolo Teatro di Milano e nel doppiaggio di film e serie TV, tra cui Domina.

## Filmografia

### Cinema
- Roma-Paris-Barcelona, regia di Paolo Grassini e Italo Spinelli (1989)
- Tartarughe dal becco d'ascia, regia di Antonio Syxty (1999)
- Le intermittenze del cuore, regia di Fabio Carpi (2003)
- Fame chimica, regia di Antonio Bocola e Paolo Vari (2003)
- Come tu mi vuoi, regia di Volfango De Biasi (2007)
- Nelle tue mani, regia di Peter Del Monte (2007)
- Riprendimi, regia di Anna Negri (2008)
- Sleeping Around, regia di Marco Carniti (2008)
- Ricordati di fare miao, regia di Luca Calvanelli – cortometraggio (2009)
- Viola di mare, regia di Donatella Maiorca (2009)
- I soliti idioti - Il film, regia di Enrico Lando (2011)
- Pandemia, regia di Lucio Fiorentino (2012)
- La solita commedia - Inferno, regia di Francesco Mandelli, Fabrizio Biggio e Martino Ferro (2015)
- Agadah, regia di Alberto Rondalli (2017)
- Una storia senza nome, regia di Roberto Andò (2018)
- Caracas, regia di Marco D'Amore (2024)
- Ennio Doris - C’è anche domani, regia di Giacomo Campiotti (2024)

### Televisione
- Virginia, la monaca di Monza, regia di Alberto Sironi – miniserie TV (2004)
- Aldo Moro - Il presidente, regia di Gianluca Maria Tavarelli – miniserie TV (2008)
- Crimini – serie TV, episodio 2x06 (2010)
- Sotto il cielo di Roma, regia di Christian Duguay – miniserie TV (2010)
- Atelier Fontana - Le sorelle della moda, regia di Riccardo Milani – miniserie TV (2011)
- Maria di Nazaret, regia di Giacomo Campiotti – miniserie TV (2012)
- L'isola – serie TV, 12 episodi (2012)
- Barabba, regia di Roger Young – miniserie TV (2013)
- Questo nostro amore – serie TV (2014-2018)
- La vita promessa – serie TV (2018)
- I Medici - Nel nome della famiglia (Medici: The Magnificent) – serie TV, 3 episodi (2019)
- La lunga notte - La caduta del Duce, regia di Giacomo Campiotti – miniserie TV (2024)

## Teatro
- Il leone d'inverno, regia di Mauro Avogadro (1999)
- Il Pilade, regia di Domenico Polidoro (1999)
- Romeo e Giulietta, regia di Antonio Latella (1999)
- Trilogia Genet - Stretta sorveglianza, regia di Antonio Latella (2001)
- Trilogia Genet - Querelle, regia di Antonio Latella (2002)
- Trilogia Genet - I negri, regia di Antonio Latella (2002)
- Trilogia Pasolini - Pilade, regia di Antonio Latella (2002)
- Gagarin Way, regia di Antonio Latella (2002)
- Querelle de Brest di Jean Jenet, regia di Antonio Latella (2002)
- Porcile, regia di Antonio Latella (2003)
- Edoardo II, regia di Antonio Latella (2004)
- Verbo, regia di G. Testori (2004)
- Trilogia Pasolini - Bestia da stile, regia di Antonio Latella (2005)
- Moby Dick, regia di Antonio Latella (2007)
- La cena delle ceneri di Giordano Bruno, regia di Antonio Latella (2007)
- Non essere - Testamento - Amleto, regia di Antonio Latella (2008)
- Il vicario, regia di Rosario Tedesco (2009)
- La compagnia degli uomini, regia di Luca Ronconi (2011)
- Giulio Cesare, regia di Carmelo Rifici (2012)
- Il corsaro nero, regia di Pierpaolo Sepe (2012)
- Visita al padre, regia di Carmelo Rifici (2014)
- Divine parole, regia di Damiano Michieletto (2015)
- L'opera da tre soldi, regia di Damiano Michieletto (2016)
- Sette contro Tebe, regia di Marco Baliani (2017)
- Strategie fatali, regia di Paolo Mazzarelli (2018)
- Freud o l'interpretazione dei sogni, regia di Federico Tiezzi (2018)
- Scene da Faust, regia di Federico Tiezzi (2019)
- I due gemelli veneziani, regia di Valter Malosti (2020)
- Amen, testo di Massimo Recalcati e regia di Valter Malosti (2021)
- Prima, testo e regia di Pascal Rambert, Piccolo Teatro di Milano (2023)

## Doppiaggio

### Film
- Tom Hardy in Warrior, La talpa, Mad Max: Fury Road
- Lee Pace in Lo Hobbit - La desolazione di Smaug, Lo Hobbit - La battaglia delle cinque armate
- Joel Kinnaman in Suicide Squad, The Suicide Squad - Missione suicida
- Aaron Taylor-Johnson in Animali notturni
- Heath Ledger in Parnassus - L'uomo che voleva ingannare il diavolo
- 50 Cent in Get Rich or Die Tryin'
- Bobby Cannavale in Blue Jasmine
- Adnan Vaskovic in Venuto al mondo e L'angelo di Sarajevo
- John Krasinski in 13 Hours: The Secret Soldiers of Benghazi
- Ben Batt in Domina
- Konstantin Jur'evič Chabenskij ne I guardiani della notte

### Film d'animazione
- Johnny J. Worthington III in Monsters University

### Serie televisive
- Ato Essandoh in Elementary

### Cartoni animati
- Nemo in Le straordinarie avventure di Jules Verne
- Amarok in Winx Club
- Johnny J. Worthington III in Monsters & Co. la serie - Lavori in corso!

### Audiolibri
- Cent'anni di solitudine di Gabriel García Márquez a Rai Radio 3
- Doppio sogno di Arthur Schnitzler a Rai Radio 3
- Gioventù senza Dio di Ödön von Horváth a Rai Radio 3
- La gloria di Giuseppe Berto ad Alta voce Rai Radio 3
- Omaggio alla Catalogna di George Orwell

## Riconoscimenti
- Premio Ubu
  - 2002/2003 – Miglior attore under 30
- Premio Flaiano sezione teatro[2]
  - 2005 – Premio all'interpretazione